# Государственный строй Армении
Государственный строй Армении основан на структуре парламентской республики представительной демократии. Исполнительная власть осуществляется правительством во главе с премьер-министром. Президент является номинальным главой государства.

## История
После потери государственности более чем на 600 лет, 28 мая 1918 года Армения обрела независимость от ЗДФР, образовав Демократической Республикой Армении (ДРА). 2 декабря 1920 года, в Армении была установлена Советская власть. Страна вступила в Советский Союз, будучи частью ЗСФСР. После аннулирования ЗСФСР в 1936 году, Армения стала частью СССР как составная республика — Армянская ССР. После распада СССР, начиная с 23 сентября 1991 года официальное название государства — Республика Армения (арм. Հայաստանի Հանրապետություն — Айастани́ Анрапетутю́н)).

## Административное деление
Столица и крупнейший город страны — Ереван; Армения разделена на Ереван и 10 областей (арм. մարզ [марз]): Арагацотнская, Араратская, Армавирская, Гегаркуникская, Котайкская, Лорийская, Ширакская, Сюникская, Тавушская, Вайоцдзорская.

## Национальное собрание
Законодательную власть в Армении осуществляет однопалатное Национальное собрание Армении избирается по пропорциональной системе.

## Исполнительная власть
Исполнительная власть осуществляется правительством Армении во главе с премьер-министром.